# Giorgio Chinaglia
Giorgio Chinaglia (24. leden 1947, Carrara, Itálie - 1. duben 2012, Naples, USA) byl italský fotbalový útočník.

## Osobní život
Narodil se v Carraře v Toskánsku v rodině dělníka v ocelárnách. V roce 1955 se rodina přestěhovala do Cardiffu ve Walesu kvůli nezaměstnanosti v Itálii po druhé světové válce. Jeho manželka Connie Eruzione byla sestřenicí amerického hokejisty Mikea Eruzione, olympijského vítěze z olympiády 1980 v Lake Placid. V roce 1979 získal americké občanství.

## Klubová kariéra
V roce 1962 zahájil kariéru v juniorce Swansea City AFC. První profesionální zápas odehrál v říjnu 1964 proti Rotherham United FC. V roce 1966 o Chinagliu nebyl v Británii zájem a musel nastoupil v Itálii povinnou vojenskou službu. Měl tříletý zákaz hrát italskou Serii A, protože hrál profesionálně mimo Itálii a tak mu otec sehnal angažmá v Serii C za US Massese 1919. Další 2 sezóny hrál stejnou soutěž za Internapoli Football Club, odkud v roce 1969 přestoupil do SS Lazio. S Laziem získal v roce 1974 italský titul a stal se i nejlepším střelcem italské ligy. V Poháru UEFA nastoupil v 9 utkáních a dal 11 gólů. V roce 1976 přestoupil do amerického klubu New York Cosmos, za který hrál až do roku 1983.

## Hráčská statistika
| Sezóna  | Klub        | Liga      | Liga   | Liga       | Ligové poháry | Ligové poháry | Ligové poháry | Kontinentální poháry | Kontinentální poháry | Kontinentální poháry | Celkem | Celkem |
| Sezóna  | Klub        | Soutěž    | Zápasy | Obdr. Góly | Soutěž        | Zápasy        | Góly          | Soutěž               | Zápasy               | Góly                 | Zápasy | Góly   |
| ------- | ----------- | --------- | ------ | ---------- | ------------- | ------------- | ------------- | -------------------- | -------------------- | -------------------- | ------ | ------ |
| 1964/65 | Swansea     | 2. divize | 1      | 0          | -             | 0             | 0             | -                    | 0                    | 0                    | 1      | 0      |
| 1965/66 | Swansea     | 3. divize | 4      | 1          | -             | 0             | 0             | -                    | 0                    | 0                    | 4      | 1      |
| 1966/67 | Massese     | Serie C   | 32     | 5          | -             | 0             | 0             | -                    | 0                    | 0                    | 32     | 5      |
| 1967/68 | Internapoli | Serie C   | 31     | 10         | -             | 0             | 0             | -                    | 0                    | 0                    | 31     | 10     |
| 1968/69 | Internapoli | Serie C   | 35     | 14         | -             | 0             | 0             | -                    | 0                    | 0                    | 35     | 14     |
| 1969/70 | Lazio       | Serie A   | 28     | 12         | IP            | 1             | 0             | -                    | 0                    | 0                    | 29     | 12     |
| 1970/71 | Lazio       | Serie A   | 30     | 9          | IP            | 3             | 3             | -                    | 0                    | 0                    | 33     | 12     |
| 1971/72 | Lazio       | Serie B   | 34     | 21         | IP            | 7             | 5             | -                    | 0                    | 0                    | 41     | 26     |
| 1972/73 | Lazio       | Serie A   | 30     | 10         | IP            | 4             | 1             | -                    | 0                    | 0                    | 34     | 11     |
| 1973/74 | Lazio       | Serie A   | 30     | 24         | IP            | 8             | 4             | UEFA                 | 4                    | 6                    | 42     | 34     |
| 1974/75 | Lazio       | Serie A   | 30     | 14         | IP            | 4             | 0             | -                    | 0                    | 0                    | 34     | 14     |
| 1975/76 | Lazio       | Serie A   | 27     | 8          | IP            | 1             | 0             | UEFA                 | 3                    | 3                    | 31     | 11     |
| 1976    | NY Cosmos   | NASL      | 19     | 19         | -             | 0             | 0             | -                    | 0                    | 0                    | 19     | 19     |
| 1977    | NY Cosmos   | NASL      | 24     | 15         | -             | 0             | 0             | -                    | 0                    | 0                    | 24     | 15     |
| 1978    | NY Cosmos   | NASL      | 30     | 34         | -             | 0             | 0             | -                    | 0                    | 0                    | 30     | 34     |
| 1979    | NY Cosmos   | NASL      | 27     | 26         | -             | 0             | 0             | -                    | 0                    | 0                    | 27     | 26     |
| 1980    | NY Cosmos   | NASL      | 32     | 32         | -             | 0             | 0             | -                    | 0                    | 0                    | 32     | 32     |
| 1981    | NY Cosmos   | NASL      | 32     | 29         | -             | 0             | 0             | -                    | 0                    | 0                    | 32     | 29     |
| 1981/82 | NY Cosmos   | NASL      | 17     | 35         | -             | 0             | 0             | -                    | 0                    | 0                    | 17     | 35     |
| 1982    | NY Cosmos   | NASL      | 32     | 20         | -             | 0             | 0             | -                    | 0                    | 0                    | 32     | 20     |
| 1983    | NY Cosmos   | NASL      | 17     | 18         | -             | 0             | 0             | -                    | 0                    | 0                    | 17     | 18     |
| 1984/85 | NY Cosmos   | MISL      | 4      | 3          | -             | 0             | 0             | -                    | 0                    | 0                    | 4      | 3      |
| Celkově | Celkově     | Celkově   | 546    | 359        | -             | 28            | 13            | -                    | 7                    | 9                    | 581    | 381    |

## Reprezentační kariéra
Za reprezentaci Itálie nastoupil ve 14 utkáních a dal 4 góly, startoval i na MS 1974. V roce 1971, poté, co Lazio sestoupilo do Serie B, se stal prvním italským fotbalistou povolaným do reprezentace z druholigového klubu - v přátelském zápase proti Bulharsku 21. června 1972 v Sofii.

### Statistika na velkých turnajích
| Reprezentace | Rok     | Zápasy             | Zápasy | Zápasy | Zápasy           | Zápasy           | Zápasy   |
| Reprezentace | Rok     | Fáze turnaje       | Datum  | Soupeř | Odehraných minut | Vstřelené branky | Výsledek |
| ------------ | ------- | ------------------ | ------ | ------ | ---------------- | ---------------- | -------- |
| Itálie       | MS 1974 | 1 zápas ve skupině | 15. 6. | Haiti  | 70               | 0                | 3:1      |
| Itálie       | MS 1974 | 3 zápas ve skupině | 23. 6. | Polsko | 45               | 0                | 1:2      |

## Hráčské úspěchy

### Klubové
- 1× vítěz italské ligy (1973/74)
- 4× vítěz americké ligy (1977, 1978, 1980, 1982)

### Reprezentační
- 1× na MS (1974)

### Individuální
- 1x nejlepší střelec italské ligy (1973/74)
- 4× nejlepší střelec americké ligy (1978, 1977, 1980, 1981)